# Mesegar de Corneja
Mesegar de Corneja ist ein zentralspanischer Ort und eine Gemeinde (municipio) mit 66 Einwohnern (Stand: 2024) in der Provinz Ávila in der Autonomen Region Kastilien-León. 

## Lage und Klima
Die Gemeinde Mesegar de Corneja liegt auf der Nordseite der Sierra de Gredos im Südwesten der Provinz Ávila in einer Höhe von ca. 1020 m. Die Entfernung nach Ávila beträgt knapp 65 km (Fahrtstrecke) in ostnordöstlicher Richtung. Das Klima ist gemäßigt bis warm; der Regen (838 mm/Jahr) fällt mit Ausnahme der trockenen Sommermonate übers Jahr verteilt.

## Bevölkerungsentwicklung
| Jahr      | 1970 | 1981 | 1991 | 2001 | 2011 | 2021 |
| Einwohner | 288  | 170  | 142  | 112  | 79   | 60   |

## Sehenswürdigkeiten

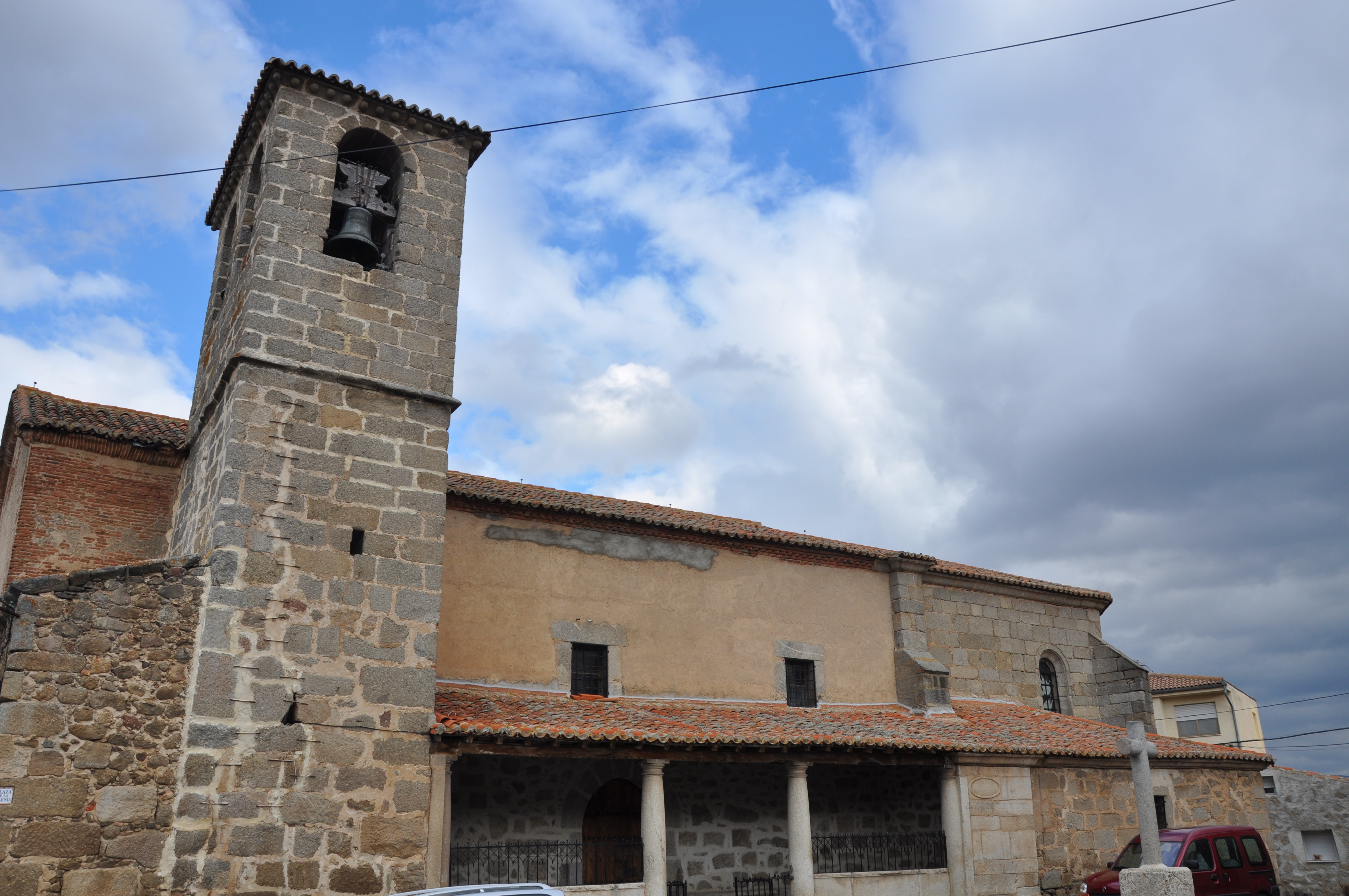
Marienkirche

- Marienkirche